# Фрідріх Облезер
Фрідріх-Еріх Облезер (нім. Friedrich-Erich Obleser; 21 лютого 1923, Поттенштайн — 5 червня 2004, Нойнкірхен) — німецький льотчик-ас австрійського походження, генерал-лейтенант люфтваффе. Кавалер Лицарського хреста Залізного хреста.

## Біографія
В кінці 1942 року після завершення льотної підготовки прибув у 52-гу винищувальну ескадру і був включений до складу 8-ї ескадрильї під командуванням гауптмана Гюнтера Ралля. Свій перший бойовий виліт Облезер здійснив 12 січня 1943 року.
У березні 1943 року лейтенант Облезер здобув свою першу перемогу, а 26 травня він збив вже 20-й літак. 28 травня 1943 року в ході чергового бойового вильоту його Bf 109G-4 (бортовий номер 19 284) був підбитий зенітним вогнем. Облезер отримав поранення, але все ж зміг дотягнути до свого аеродрому в Тамані.
6 липня 1943 р. гауптман Ралль був призначений командиром 3-ї групи, і лейтенант Облезер зайняв посаду командира 8-ї ескадрильї. 18 вересня він здобув свою 50 перемогу, а вже 7 жовтня на його рахунку був 75-й літак.
Протягом червня-серпня 1944 року в Румунії і Польщі лейтенант Облезер брав участь в боях з американськими літаками і зміг збити два В-17 і сім «Мустангів». У серпні 1944 року він здобув свою 120-ту перемогу.
30 грудня 1944 року в районі польського міста Загуж в результаті вибуху ручної гранати обер-лейтенант Облезер отримав важкі поранення і вже до кінця Другої світової війни не брав участі в бойових діях.
Всього в ході Другої світової війни Фрідріх Облезер зробив понад 500 бойових вильотів і здобув 120 перемог.
З 1956 р. він служив в люфтваффе ФРН. У 70-х роках Облезер деякий час займав посаду інспектора (командувача) Бундеслюфтваффе. 31 березня 1983 року вийшов у відставку.

## Звання
- Лейтенант
- Оберлейтенант (1 лютого 1944)
- Гауптман (1 серпня 1956)
- Майор (17 грудня 1958)
- Оберстлейтенант (19 листопада 1961)
- Оберст (23 липня 1965)
- Бригадний генерал (1 жовтня 1971)
- Генерал-майор (1 жовтня 1977)
- Генерал-лейтенант (1 жовтня 1979)

## Нагороди
- Нагрудний знак пілота
- Залізний хрест 2-го і 1-го класу
- Почесний Кубок Люфтваффе
- Німецький хрест в золоті (14 листопада 1943)
- Лицарський хрест Залізного хреста (23 квітня 1944)
- Авіаційна планка винищувача в золоті з підвіскою «500»
- Орден «За заслуги перед Федеративною Республікою Німеччина»
  - Офіцерський хрест (квітень 1973)
  - Командорський хрест (листопад 1979)
  - Великий офіцерський хрест (4 березня 1983)